# Ramon Brugada
Ramon Brugada – filipiński zapaśnik w stylu klasycznym i wolnym.
Srebrny medalista mistrzostw Azji Południowo-Wschodniej w 1997. Drugi w Pucharze Azji i Oceanii w 1993 roku.